# Tri rasskaza Čechova
Tri rasskaza Čechova (Три рассказа Чехова) è un film del 1960 diretto da Meri Andžaparidze, Ėduard Bočarov e Irina Ivanovna Poplavskaja.